# حارة شارع طرابلس (صنعاء)
حارة شارع طرابلس هي إحدى حارات حي الثورة بمديرية الثورة إحد مديريات العاصمة اليمنية صنعاء، بلغ تعداد سكانها 1181 نسمة حسب تعداد اليمن لعام 2004.